# Ci chiamano bambine
Ci chiamano bambine è il primo album in studio del duo musicale italiano Paola & Chiara, pubblicato nel 1997 dalla Columbia Records.

## Descrizione
Uscito dopo la vittoria delle sorelle Iezzi al Festival di Sanremo 1997 nella sezione Nuove proposte con il brano Amici come prima, l'album ha venduto oltre 150 000 copie, ottenendo il disco di platino. Il disco contiene, oltre al brano sanremese, anche il singolo estivo Bella che racconta la storia di un'amica delle due cantanti sofferente di anoressia nervosa.
Con il singolo Amore mio esce anche il video del brano Ci chiamano bambine.
Nel 1998, in seguito alla partecipazione di Paola & Chiara al Festival di Sanremo 1998 con il brano Per te, l'album viene ripubblicato con l'aggiunta, oltre che del brano sanremese, anche di Ti vada o no (canzone principale del film Disney Hercules), della versione acustica di Bella e del remix di Ci chiamano bambine.

## Tracce
1. Ci chiamano bambine – 4:24
2. Tu non sai – 3:49
3. Vola il tempo – 3:54
4. Amici come prima – 4:07
5. Bella – 4:16
6. Nascondi te – 4:24
7. Mi fa morire – 3:58
8. Francy – 3:48
9. Amore mio – 3:52
10. In viaggio – 3:15

Tracce bonus della ristampa del 1998
1. Per te – 3:44
2. Ti vada o no – 3:15 (Alan Menken, David Zippel) – traduzione testo in italiano di Michele Centonze
3. Bella (Acoustic Version) – 3:50
4. Ci chiamano bambine (Remix) – 4:15

Durata totale: 15:04

## Formazione
- Paola Iezzi, Chiara Iezzi – voce, chitarra (in Bella (Acoustic version)), chitarra acustica (in Amore mio)
- Phil Palmer – chitarra elettrica ed acustica
- Paolo Costa – basso
- Lele Melotti – batteria
- Marco Forni – tastiera e programmazione
- Michele Monestiroli – armonica (in Vola il tempo)
- Lucio Fabbri – violino (in Per te)
- Massimo Luca – chitarra (in Per te)
- Alessandro Branca – basso (in Per te e Bella (Acoustic version)), violino (in Per te), violoncello (in Bella (Acoustic version))
- Raffaello Pavesi - batteria (in Per te e Bella (Acoustic version))
- Roberto Rossi – organo Hammond (in Per te)
- Jacopo Corso, Aurelio De Santis – chitarra (in Per te e Bella (Acoustic version))

## Classifiche
| Classifica (1997) | Posizione massima |
| ----------------- | ----------------- |
| Italia            | 28                |

Nel settembre 2023 l'album debutta nella classifica italiana dei vinili alla posizione numero 9.